# Iahnivka, Ivankiv
Iahnivka (în ucraineană Яхнівка) este un sat în comuna Kuhari din raionul Ivankiv, regiunea Kiev, Ucraina.

## Demografie
Componența lingvistică a localității Iahnivka
     Ucraineană (100%)
Conform recensământului din 2001, toată populația localității Iahnivka era vorbitoare de ucraineană (100%).